# .zw
.zw는 짐바브웨의 인터넷 국가 코드 최상위 도메인이다. 웹 사이트가 IANA 조회 목록에 표시되어 있지 않지만 적어도 .co.zw는 현재 짐바브웨 인터넷 서비스 제공업체 협회에 의해 등록받을 수 있다. 이 협회의 헌장은 단체 설립의 목적 가운데 하나가 .zw 도메인을 감독하기 위함이라고 주장하고 있다.
.ac.zw는 짐바브웨 대학교가 관리하며, 신청은 이 학교의 컴퓨터 센터에서 받고 있다. .ac.zw는 학술 단체일 때 등록할 수 있다.
.org.zw는 국가의 고정 전자 통신 제공업체, TelOne이 관리한다. 이 도메인은 비영리 단체, 개인이 특별한 제한 없이 사용할 수 있다.